# 特里維爾 (康乃狄克州)
特里維爾（英語：Terryville）是位於美國康乃狄克州利奇菲爾德縣普利茅斯境內的一個人口普查指定地區。

## 地理
特里維爾的座標為41°40′41″N 73°00′39″W / 41.67806°N 73.01083°W，而該地最高點為海拔高度188米（即617英尺）。

## 人口
根據2010年美國人口普查的數據，特里維爾的面積為2.90平方千米，當中陸地面積為2.80平方千米，而水域面積為0.10平方千米。當地共有人口5,387人，而人口密度為每平方千米1,857人。